# 皮格马利翁 (卢梭)
皮格马利翁（法語：Pygmalion）是让-雅克·卢梭最具影响力的戏剧作品（歌剧《乡村中的占卜师》以外）。
卢梭的这部作品创作于1762年，于1770年在里昂市政厅首演。商人和业余作曲家霍勒斯·科伊格内为其谱曲。该作品被认为是其作者的一个转折点，代表一种新的戏剧形式。作者在同一年还写了《社会契约论》。
该剧是关于希腊神话中雕塑家皮格马利翁的故事，不幸地爱上了自己的雕塑，女神维纳斯出于同情，给这件雕塑赋予了生命。